# 葡萄湍蛙
葡萄湍蛙（学名：Amolops putaoensis），一种于缅甸北部克钦邦葡萄县发现的两栖动物，隶属于蛙科湍蛙属。分子系统发育分析显示葡萄湍蛙属于山湍蛙种组，且与阿尼桥湍蛙（Amolops aniqiaoensis）互为姐妹种。

## 形态特征
葡萄湍蛙体长37.6～40.2毫米。身体背面呈棕色，具深色斑点；头侧黑色，上唇缘具白色条纹，从吻端延伸至腋窝处；体侧绿色，散布黑色斑点；四肢具有深色横纹；喉部灰色，具不规则深色斑点，胸部和腹部污白色；四肢腹面浅灰色，具有小黑点；大腿两侧为黄色，散布大黑斑。